# Az UNESCO története
Az UNESCO az Egyesült Nemzetek Nevelésügyi, Tudományos és Kulturális Szervezete. A létrehozásáról szóló megállapodást 1945. november 16-án fogadták el 44 állam jelenlétében. A szervezet alkotmánya 1946. november 4-én lépett hatályba, miután 20 állam ratifikálta.

## Alapok
Az Egyesült Nemzetek Szervezetének az ideológiai alapkoncepciója a századforduló környékén fogalmazódott meg, majd az első és a második világháború következményei hatására, a Népszövetség kudarcaiból tanulva került megalapításra a szervezet, amely a mai napig próbál a világot érintő problémákra választ adni, lehetőleg az összes érdekelt politikai és civil szereplő bevonásával. A 20. század két nagy háborúja ráébresztette a világ vezető hatalmait arra, hogy a „business as usual” (a szokásos üzletmenet) hozzáállás nem tartható fenn, eltűntek a Földről a fehér foltok mind gazdasági, mind politikai téren, és egy-egy politikai entitás terjeszkedni, saját érdekszféráját, befolyási övezetét hagyományos módon növelni immár csak egy másik politikai entitás kárára, komoly pusztítás és emberveszteség mellett tudja. A háborúk valódi világháborúkká váltak, hatásuk globális méreteket öltött. Szükségessé vált egy olyan politikai együttműködés létrehozása, amelynek tagja a Föld valamennyi hatalma, és amely felügyeli azok működését, ezáltal létrehozva egy békés világrendet.
A szervezet elsősorban a világbéke megőrzésére jött létre, így főként nagyhatalmi politikai kérdések megvitatásának és a konszenzuskeresésnek a fóruma, amely bizonyos szubjektív témák, mint például a kulturális értékek megtárgyalására kevésbé alkalmas. Azonban a nemzetek közötti konfliktusforrás visszavezethető politikai, gazdasági, környezeti, kulturális és identitásbeli okokra is. Tehát annak érdekében, hogy ne csak politikai döntés függvénye legyen a nemzetek közötti konfliktusok békés rendezése, meg kell érteni azok valódi okát, és foglalkozni kell velük. Többek között ezért is fektet olyan nagy hangsúlyt a szervezet a kultúrák közötti párbeszéd előmozdítására, illetve egyéb kulturális témák tárgyalására, de mivel a nemzetállamok és a kulturális értékeket gyakorló egyének szuverén hatásköréről van szó, megpróbálja depolitizálni (legalábbis átpolitizálni) ezen témákat, és egy külön, szakosított szervezet keretében tárgyalni, ahol minden tagállam egyenlő súllyal kaphat szót, és itt jön képbe az UNESCO.

## Az UNESCO alapítása
Az Egyesült Nemzetek Nevelésügyi, Tudományos és Kulturális Szervezetének története az első világháború utáni időszakra vezethető vissza, amikor a Népszövetség első ülésszakán, 1920-ban felmerült annak az igénye, hogy a politikai rendezés mellett szükséges létrehozni egy olyan intézményt is, amely a nemzetek közötti szellemi-tudományos kapcsolatokat normalizálja. 1922-ben megalakult a Szellemi Együttműködés Nemzetközi Bizottsága (International Committee on Intellectual Cooperation). A bizottság támogatására 1924-ben létrehozták a párizsi székhelyű Szellemi Együttműködés Nemzetközi Intézetét (International Institute of Intellectual Cooperation), azonban a második világháború kitörése új helyzetet teremtett, és az intézet nem tudta tevékenységét folytatni.
1942-ben a britek kezdeményezésére Londonban összegyűlt valamennyi szövetséges kormány nevelésügyi minisztere (Conference of Allied Ministers of Education). A tanácskozás apropója gyakorlatias célok kitűzése volt, hogy a szövetséges tagállamok miképpen tudják egymást segíteni a háború által szétzilált oktatásügy normalizálásában. Az amerikai delegáció az egyeztetések során szorgalmazta, hogy a létrehozandó szervezetnek az ENSZ szakosított szerveként kellene működnie, valamint fő profiljának a háború utáni rendezést kellene tekinteni, a kultúrára és a nevelésügyre fektetve a hangsúlyt. A felek egyetértettek abban, hogy a szervezet megalapításával meg kell várni a San Franciscó-i konferencia kimenetelét, aminek keretében 1945. április 25-én elfogadták az Egyesült Nemzetek Alapokmányát.

A londoni konferencián (1945. november 1–16.) fogalmazódott meg a szervezet alapelve, hogy a békének intellektuális alapokon kell nyugodnia, és vált mottójává Clement Attlee brit miniszterelnök és Archibald MacLeish költő mondata: 
„Mivel a háborúk az emberek tudatában keletkeznek, az emberek tudatában kell a béke védelme érdekében munkálkodni”. 
Az UNESCO szintúgy, mint az ENSZ, nemzetek közötti együttműködések fórumává vált. Végül az 1945-ös londoni konferencia befejeztével 44 állam megalapította az UNESCO-t, amelynek alkotmánya 1946. november 4-én lépett életbe, miután 20 tagállam ratifikálta.

## Kezdeti évek
A szervezet első főigazgatójává Julian Huxley-t választották, aki nagyszabású tervekkel érkezett a szervezethez. Huxley szekuláris humanista, kozmopolita és internacionalista volt és hitt abban, hogy az emberiség egy új fejlődési szakaszba lépett, és elérhető közelségbe került a világpolgárság. Úgy gondolta, hogy az UNESCO közvetítő szerepet játszhat bban, hogy létrejöjjön egy egységes világkultúra. Annak ellenére, hogy hirdette a kulturális egységesedést, tudatában volt annak, hogy az emberek különböznek egymástól. A sokszínűség megőrzését a múzeumok feladatának tekintette. Huxley még amellett is állást foglalt, hogy a volt gyarmatokat egységesen gyámság alá kellene helyezni, és a fejlettebb társadalmak feladata azok felzárkóztatása. A tudománynak is fontos szerepet szánt, így kiharcolta, hogy az UNESCO tudományokkal is foglalkozzon, lényegében ő helyezte az „S”-t az UNESCO betűszóba. A tudományoktól azt is remélte, hogy eugenika útján elősegítik az emberiség további fejlődését.
A kezdeti internacionalista lelkesedést nem minden tagállam nézte jó szemmel. Truman és Eisenhower amerikai elnökök sürgették az ENSZ-t, hogy mondja ki egyértelműen: a nemzet-közi együttműködés nem vezet egy világkormány kialakításához. James Torres Bodet, Huxley utódja, 1952-ben szükségesnek is érezte, hogy elhatárolódjon a világpolgárság intézményétől. Egy szeminárium keretében elhangzott tőle, hogy „az UNESCO-nak sosem az volt a célja, hogy elfordítsa a polgárokat a nemzetállamoktól. Teljesen mást próbálunk elérni: mivel a nevelésügyben vagyunk érdekeltek, a polgárokat arra tanítani, hogy kötelességtudásban legyenek hűek saját országukhoz, ami mentén eleget tesznek majd nemzetközi kötelességeiknek is, amit a saját országuk elvállalt”.
A különböző szervezetbeli és működésbeli elképzelések ellenére a cél közös volt: megakadályozni egy újabb világméretű háború kitörését. Az UNESCO kezdetben a probléma gyökerét akarta orvosolni, azaz enyhíteni a különböző népek, nemzetek közötti feszültségeken, valamint felzárkóztatni a legkevésbé fejlett társadalmakat. A szervezet ennek érdekében 1950-ben kiadott egy állásfoglalást a faji problémákról (Statement by Experts on Race Problems), amelyben egyértelműen elítélte a rasszizmust és hangsúlyozta, hogy a különböző emberi csoportosulások között elsősorban kulturális és nem természetbeli különbségek vannak. Lévi-Strauss, a felkért szakértők egyike, kifejezetten az UNESCO kérésére 1952-ben Faj és történelem (Race and History) címmel kiadott egy kötetet, amely a rasszizmust elítélő szakirodalom egyik alapművévé vált.